# Asthenargoides logunovi
Asthenargoides logunovi är en spindelart som beskrevs av Kirill Yeskov 1993. Asthenargoides logunovi ingår i släktet Asthenargoides och familjen täckvävarspindlar. Inga underarter finns listade.